# Посольство Чада в России
Посо́льство Ча́да в Росси́йской Федера́ции — официальная дипломатическая миссия Чада в России.
- Адрес посольства: 119049, г. Москва, улица Коровий Вал, д. 7, строение 1, кв. 37-38.
- Тел.: (+7 495) 936—1763, (+7 495) 936—1766
- Факс: (+7 495) 936—1101
- Проезд: станция метро «Добрынинская».
- Индекс автомобильных дипломатических номеров посольства — 071.
- Посол Чада в Российской Федерации — Адам Бешир Махамуд (с 2021 года).

## Дипломатические отношения
Дипломатические отношения между СССР и Чадом были установлены 24 ноября 1964 года. В 1960—1970 годы между СССР и Чадом был заключён ряд двусторонних соглашений: о культурном и научном сотрудничестве (1966), торговле (1967), экономическом и техническом сотрудничестве (1968), воздушном сообщении (1974).
После признания Чадом России как страны-продолжателя СССР были подписаны межправительственные соглашения о культурном и научном сотрудничестве (1998), протокол о сотрудничестве в области образования (1997), военно-техническом сотрудничестве (2000), взаимном признании и эквивалентности документов об образовании и учёных степенях (2000). Торгово-экономические связи развития не получили.
Ранее посольство располагалось на Рублёвском шоссе, 26, корп. 1. Позже — на улице Академика Пилюгина, дом 14, корп. 3, кв. 895—896.

## Послы Чада в России
- Аль-Хаббо Махамат Салех (1992—1998)
- Джибрин Абдул (1998—2012)
- Юссуф Абассалах (2012—2016)
- Банджанг Мбатна (2016—2021)
- Адам Бешир Махамуд (с 2021)

## Галерея

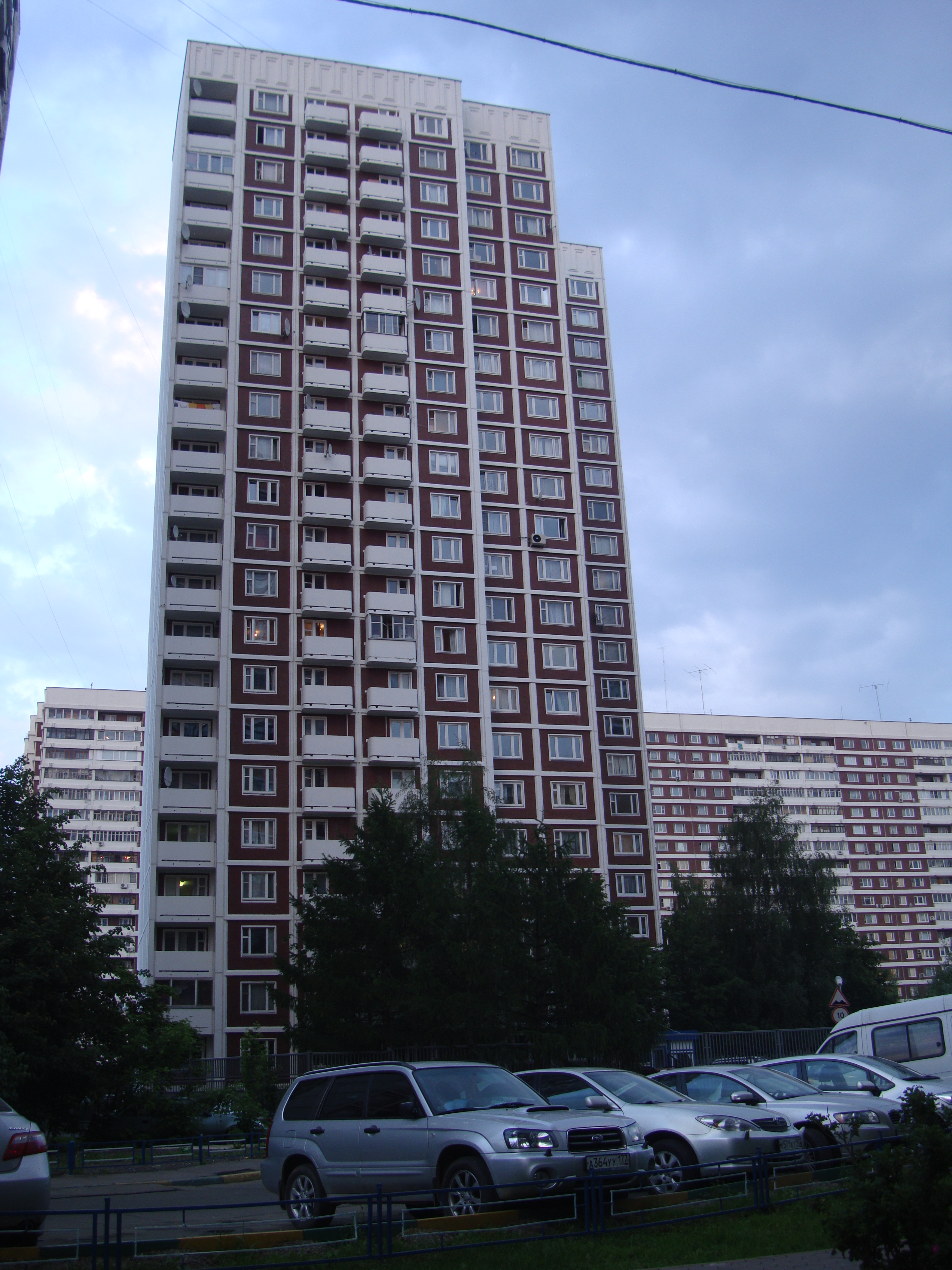
Старое здание посольства Чада в Москве на улице Академика Пилюгина